# 米山梅吉

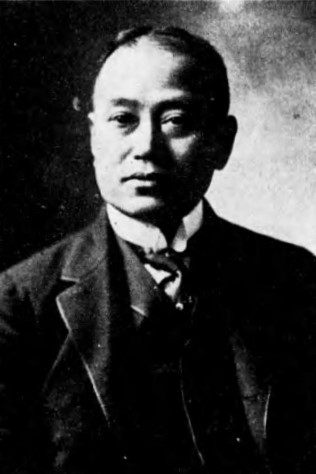
米山梅吉

米山 梅吉（よねやま うめきち、慶応4年2月4日〈1868年2月26日〉 - 昭和21年〈1946年）4月28日〉は、明治から昭和時代前期の銀行家、貴族院勅選議員、青山学院財団常任理事。旧三井銀行の経営中枢に携わり、また、日本にロータリークラブを設立した人物の一人である。

## 来歴・人物
1868年に江戸（東京）の和田家に生まれる。5歳の時に父親が他界したため、母親の郷里である静岡県駿東郡長泉町に移住する。14歳で沼津中学に入学するも2年で退学し上京する。銀座の江南学校に入学するが、19歳で東京英和学校（青山学院の前身）に転入し、米人講師のもとで英語を学ぶ。翌年に米山家に養子となり、渡米。8年間の在米中、オハイオ州・ウェスリアン大学やニューヨーク州・シラキュース大学などで法学を学ぶ。またこの在米中に澤田半之助と知り合い、澤田とはその死去まで（澤田家とはその後も）交友を持った。
日本に帰国後に勝海舟に師事し、博文館より「提督彼理（ペルリ）」を出版する。
1897年、井上馨の紹介で三井銀行に入社し三井銀行深川・横浜・大阪各支店長などを経て、1909年、常務取締役に就任。早川千吉郎などもいたが実質的に池田成彬と共に実権を掌握。終始一貫して池田の補佐的役割にあったが、池田に対抗して青学出身者を三井銀行・三井信託にスカウトし、その中に間島弟彦、万代順四郎らがいた。1920年に日本初のロータリークラブである「東京ロータリークラブ」を福島喜三次らと共に設立し、初代会長に就任。内外編物（現・ナイガイ）設立に深く関わった。
1924年に三井信託株式会社を創立し取締役社長に就任。1937年に財団法人緑岡小学校（現、青山学院初等部）を創立し校長に就任する。1935年、多摩帝国美術学校(多摩美術大学) 校賓。1938年12月9日には、貴族院議員に勅選される。晩年も、財団法人三井報恩会理事長、三井信託株式会社代表取締役会長、第15回赤十字国際会議日本赤十字代表委員などを歴任。1928年に紺綬褒章受章、1942年に勲四等瑞宝章受章。最終学位は、マスターオブアーツ（MA）（オハイオ州・ウェスレアン大学）である。1946年4月28日死去。享年78歳。

## 栄典
- 1930年（昭和5年）12月5日 - 帝都復興記念章[6]

## 著書

### 単著
- 『開国先登 提督彼理』博文館、1896年9月。全国書誌番号:40019362。
- 『提督ぺるり』金尾文淵堂、1902年4月。全国書誌番号:40019363。
- 『起てる米国』斎藤章達、1918年6月。全国書誌番号:43026226。
- 『提督ペルリ』柴田繁十郎、1923年8月。全国書誌番号:73020806。
- 『銀行行余録』日本評論社、1927年9月。全国書誌番号:46082293。
- 『ロータリー・クラブ』社会教育協会〈民衆文庫 第26篇〉、1929年4月。全国書誌番号:44034395。
- 『東また東』竹柏会〈心の華叢書〉、1930年3月。全国書誌番号:44050909。
- 『幕末西洋文化と沼津兵学校』米山梅吉、1934年4月。全国書誌番号:47015904。
- 『幕末西洋文化と沼津兵学校』三省堂、1935年10月。全国書誌番号:44047288。
  - 『幕末西洋文化と沼津兵学校』（補再版）三省堂、1935年10月。全国書誌番号:47015905。
- 信託協会 編『米山前会長演説集』信託協会、1936年9月。全国書誌番号:46075363。
- 『常識関門』実業之日本社、1937年1月。全国書誌番号:46057415。
  - 『常識関門』実業之日本社、1952年3月。全国書誌番号:52004495。
- 『看雲録』千倉書房、1938年9月。全国書誌番号:46048632。
  - 『看雲録』（新装版）千倉書房、1939年7月。全国書誌番号:44018702。
- 米山梅吉記念館 編『米山梅吉俳句集 藍壺俳句』米山梅吉記念館、2009年9月。全国書誌番号:21662980。

### 翻訳
- ポール・ハリス『ロータリーの理想と友愛』三省堂、1936年5月。全国書誌番号:47034493 全国書誌番号:48012262。
- ポール・ハリス 著、富田英壽 編『「ロータリーの理想と友愛」読本』富田英壽、2009年7月。全国書誌番号:21659056。

### 選集
- 『米山梅吉選集』 上巻、青山学院初等部、1960年5月。全国書誌番号:60014773。
  - 収録：提督ペルリ、幕末西洋文化と沼津兵学校、看雲録（抄）
- 『米山梅吉選集』 下巻、青山学院初等部、1960年5月。全国書誌番号:60014773。
  - 収録：銀行行余録（抄）、常識関門、詩歌